# Heteroconis axeli
Heteroconis axeli is een insect uit de familie van de dwerggaasvliegen (Coniopterygidae), die tot de orde netvleugeligen (Neuroptera) behoort. 
De wetenschappelijke naam Heteroconis axeli is voor het eerst geldig gepubliceerd door New in New & Sudarman in 1988.